# 힘내라! 자이언!!
힘내라! 만퉁퉁!!(일본어: がんばれ!ジャイアン!! 간바레! 쟈이안!![*])은 2001년 3월 10일에 《극장판 도라에몽: 진구와 바람의 마을》과 동시상영 공개된 도라에몽의 영화 작품이다. 상영시간은 26분 20초이다. 도라에몽의 등장인물인 자이언의 활약을 그린 이야기이다. 다나카 미치아키가 작화를 담당한 만화판도 존재한다.

## 이야기의 줄거리
겨울의 어느날, 자이코는 시게루테 모테오라는 소년을 만난다. 만화를 그린다는 공통의 취미로 의기투합해 동인지 발행을 목표로 함께 만화를 그리게 된다. 협력 집필을 계속하던 중 자이코는 모테오에게 점차적으로 매료되기 시작한다.
그 사실을 알게 된 자이언은 2명을 만나게 하기 위해 노비타와 친구들을 불러 작전을 개시하지만 작전은 대실패한다. 자이코는 자포자기되어 오빠(자이언)에게 분노를 느껴 만화 원고를 내던져 버린다. 자이언은 자이코에게 "나를 싫어하는 건 어쩔 수 없다. 그렇지만 만화를 그리는 것을 싫어해서는 안된다"고 격려한다.
여동생에게 꿈을 버리게 하고 싶지 않다는 신념을 가진 자이언은 원고를 찾기 위해 눈이 내리는 곳을 달리기 시작하며 이야기가 전개된다.

## 개요
자이언이 최초로 주인공이 되는 작품이며 또한 그의 여동생 자이코 또한 실질적으로 주인공 같은 대우를 받고 있다. 원안이 된 것은 텐토우무시코믹스 40권 수록 『울지 마 자이코』, 44권 수록 『자이코의 신작 만화』 두 개의 단편 작품이다. 노비타와 마찬가지로 "영화에서는 순간적으로 멋진 배역이 된다"고 말하는 자이언의 의협심과 여동생을 아끼는 마음을 그린 작품이다. 요소 하나하나마다 샤미센을 사용한 효과음이 흐르는 점이나 화풍(일본식)으로 제작된 자이언의 집의 분위기, 그리고 텔레비전에서 하야시야 산페이가 출연하고 있는 등 쇼와 40년대(1960년대)를 연상시키는 연출도 특징적이다. 참고로 산페이 역의 성우로써 씨의 차남인 하야시야 잇페이(현 하야시야 산페이 2세)가 출연하고 있다. 또한 자이언의 대명사라고 불리는 노래는 작중에서는 한 번도 나오지 않았고 그 일에 관해서 TV 스페셜 때 스네오에 의해 언급되었다.

## 참고 문헌
- 비디오 《힘내라! 자이언!! / 도라미&도라에몽즈 우주랜드 위기일발!》(がんばれ!ジャイアン!! / ドラミ&ドラえもんズ 宇宙ランド危機イッパツ!) 도호, 2001년.
- 후지코 F. 후지오 《도라에몽》 40권&44권 쇼가쿠칸, 1989년 ~ 1993년.